# Türkische Volksmusik
Die türkische Volksmusik (türkisch Türk Halk Müziği, abgekürzt THM) ist das älteste traditionelle Musikgenre der türkischen Musik. 

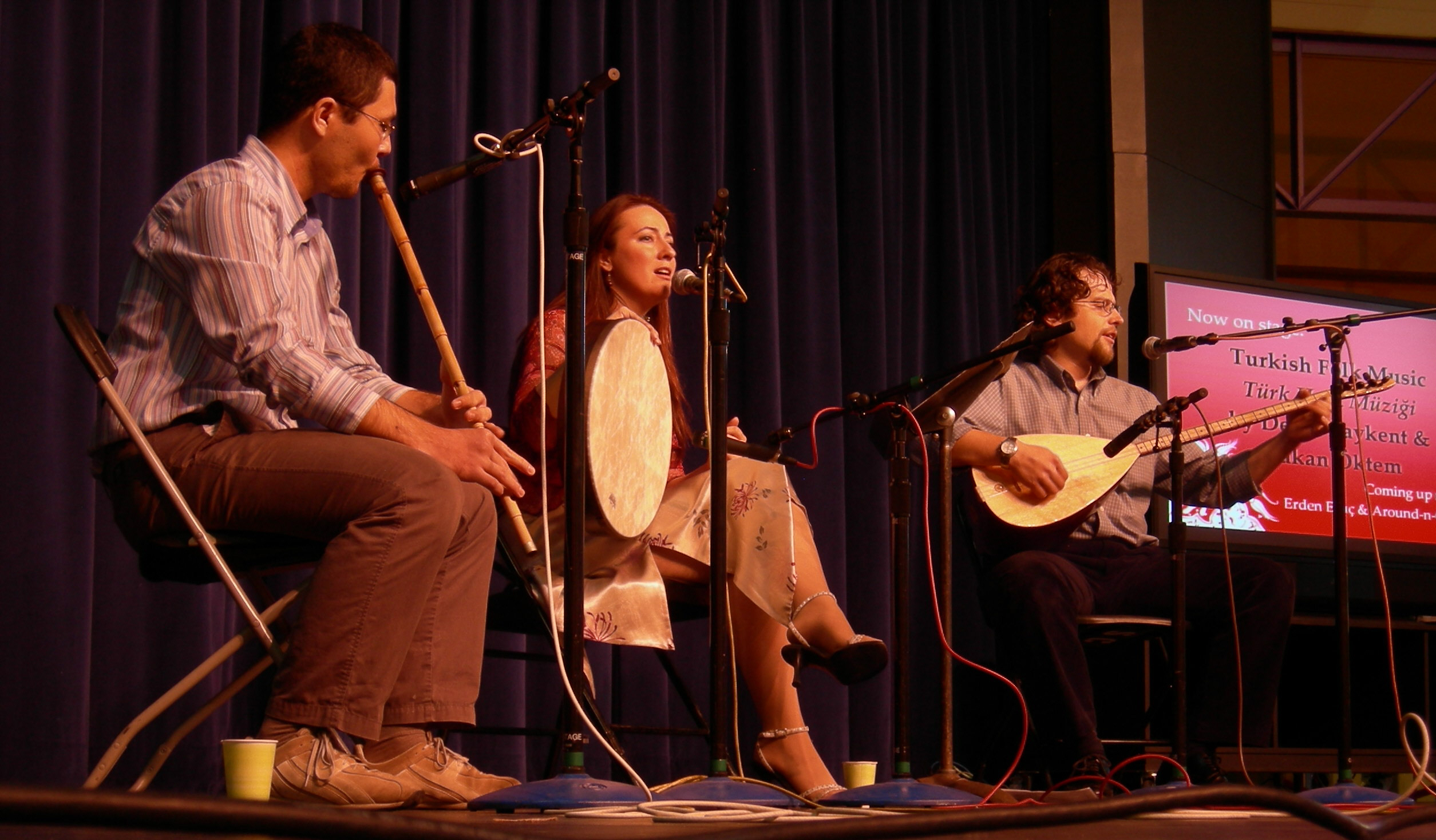
Orchester

## Beschreibung
Türkü ist die Bezeichnung für ein türkisches Volkslied.

## Tonleitern
In der türkischen Volksmusik werden verschiedene Tonleitern (ayak „Fuß, Stufe, Gangart“) benutzt, wie z. B.:
- Kerem Ayağı (a b c' d' e' f' g' a')
- Garip Ayağı (a b cis' d' e' fis' g/gis' a')
- Do Kararlı Müstezat (c d e f g a h c')
- Misket Ayağı (fis g a h cis' d' e' fis')
- Bozlak Ayağı (a b c' d' e' f' g' a')
- Derbeder (Kalenderi) Ayağı (a b c' des' e' f' g' a')

## Musikinstrumente

### Blasinstrumente
- Çığırtma, obsolete Adlerknochenflöte
- Çifte, gedoppelte Rohrpfeife
- Kaval, Hirtenflöte
- Mey
- Sipsi
- Tulum
- Zurna

### Saiteninstrumente

#### Zupfinstrumente
- Saz: Cura, Bağlama, Divan sazı und Meydan sazı
- Tambur
- Oud
- Cümbüş

#### Streichinstrumente
- Kabak kemane
- Kemençe

### Schlaginstrumente
- Çalpara
- Çift nağra
- Darbuka
- Davul
- Def
- Kaşık (Löffel)
- Koltuk davulu
- Zil (Zimbeln)